# Иконография Ивана Грозного

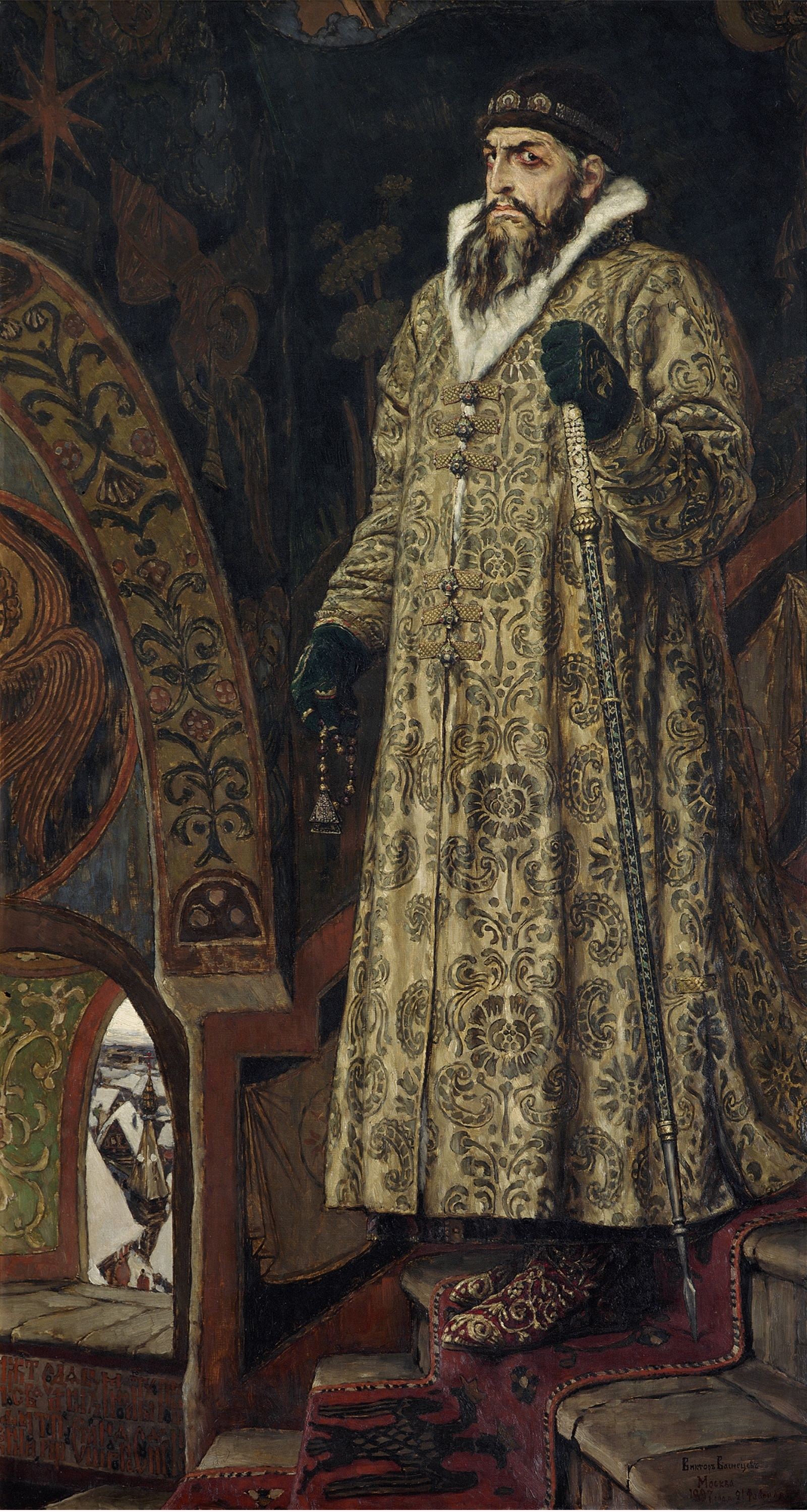
Вымышленный портрет царя на картине Виктора Васнецова

Иконография Ивана Грозного — совокупность изображений царя Ивана IV (1530—1584) в изобразительном искусстве.

## Прижизненные изображения
Фигуру Ивана Грозного можно увидеть на миниатюрах созданного по его приказанию Лицевого летописного свода, изображающего многие события из его жизни.

### Иконопись и фрески
Исследовательница иконографии Ивана Н. Н. Мутья пишет, что с 1551 года решением Стоглавого собора было допустимо изображение царя на иконе, после чего художники обращаются к созданию изображений Ивана IV.
- Икона «Благословенно воинство Небесного Царя». Предположительно, одна из фигур на масштабной фигуре изображает царя; однако, по новейшим исследованиям, это — памятник более раннего времени[3].
- В диаконнике Архангельского собора, фреска, иллюстрирующая «Канон на исход души» (1560-е годы), которая вероятно воспринималась современниками как иллюстрация «Повести о болезни и смерти великого князя Василия III», отца Ивана. Однако, как пишет «Православная энциклопедия», «композиция не выходит за рамки канонического сюжета прощания христианина с семьей, а изображение отрока не индивидуализировано и не наделено знаками царственности»[1].
- Предположительно: в левом нижнем клейме на «Четырехчастной иконе»[4] (1547—1551 гг, инв. Ж-1321; 3059 соб.) из Благовещенского собора Московского Кремля. В нижнем регистре — святые в молении, перед ними — коленопреклоненные люди, среди которых выделяется юноша в узорчатой шубе и шапке с меховой оторочкой. Возможно, в композицию введено изображение юного Ивана в окружении свиты, однако при этом представленная фигура — обобщающий образ государя как одного из «земнородных», без конкретизации[1].
- Вероятно: в нижнем центральном клейме Тихвинской иконы Божией Матери в раме с 16 клеймами Сказания (3-я четв. XVI в., рама — сер. XVI в.) из Благовещенского собора Московского Кремля — фигура юного царя. Надпись в клейме, вероятно, воспроизводит прежнюю: «Великiй князь Iаннъ Васiлiевичъ име велiю вр къ Преч(с)т[о]м [б]раз[] иже на Тихфин, повел при церкви иноческом чин вселитися». Клеймо интерпретируется как моление Ивана о принятии царского венца перед чудотворной Тихвинской иконой Божией Матери в 1546 году. Икона с данным клеймом неоднократно воспроизводилась, и таким образом, царя можно найти во многих её списках[1].
- фреска «Митрополит Макарий и Иоанн Грозный» в алтарной части Успенского собора Свияжского Успенского Пресвятой Богородицы мужского монастыря (1588)[5]. Некачественно отреставрирована в 1899 году.

### Гравюры

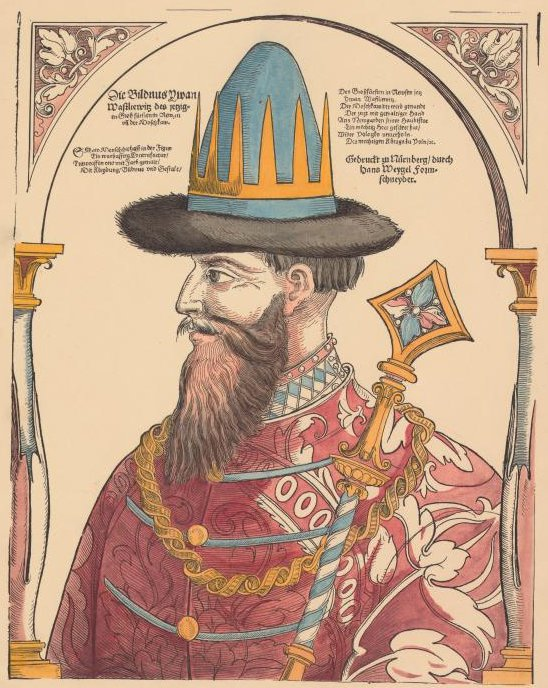
Гравюра Вейгеля, 1563 г.

Условно прижизненными портретами, «оригинальными», согласно атрибуции, сделанной ещё Дмитрием Ровинским, считаются лишь 2 гравированных изображения лица царя, а все остальные его портреты определяются как более поздние. Оба этих портрета выполнялись со слов очевидцев, посещавших царские приемы, а сами художники Грозного никогда не видели.
- Ксилография Ганса Вейгеля-старшего[нем.], напечатанная в Нюрнберге в 1563 году. «Иван Васильевич изображён молодым, энергичным, с правильными чертами лица, короткой причёской и довольно длинной бородой, в парчовом кафтане и высокой шапке-гречневике, отороченной мехом, на которую надета золотая корона, на шее — толстая витая золотая цепь; на левое плечо опирается многоярусный скипетр, увенчанный квадрифолием в ромбе (рук не видно)»[1].
- Профильный портрет[7], отчасти повторяющий предыдущий (шапка с короной, форма скипетра, прическа и борода), напечатан в книге Пауля Одербона «Жизнь великого князя Ивана Васильевича» — P. Oderborn. Ioannis Basilidis magni Moscouae ducis vita (Witebergae, 1585)[6].

По более современным предположениям, гравюра Вейгеля основана на портрете его отца Василия III работы Эрхарда Шена.
Любопытно, как подметил также ещё Ровинский, что западные мастера уловили сходство царя с его отцом Василием III, следствием чего стало распространение портретов великого князя Василия III с подписями, в которых изображенный именуется Иоанном Васильевичем.
Прочее:
- Энтони Дженкинсон, карта Московии, включена в атлас A. Oртелия «Зрелище земного мира» (Лондон, 1562; экз. 1572 г.: ГММК. Инв. № KН-706). В верхнем левом углу карты помещено изображение Ивана в образе библейского царя с тюрбаном на голове, сидящим на фоне шатра[1].
- Oderborn P. Wunderbare, Erschreckliche, Unerhörte Geschichte und warhaffte Historien. Görlitz (1588). Иван изображён сидящим на престоле, со скипетром в руке, образцом послужил его «портрет» на карте Дженкинсона; рядом бояре, священнослужители[1].
- Erschreckliche, greuliche und unerhorte Tyranney Iwan Wasilowitz. S. l., (1581) — Иван представлен верхом, одет по-турецки, на голове — чалма, в левой руке — копьё с насаженной головой человека. По сторонам — царские палачи, инструменты пыток, толпы мужчин и женщин, приговорённых к смерти[1].
- Одна из гравюр «Польско-русских известий» (Нюрнберг, 1582; экз.: ГММК. Инв. № КН-705). Иван изображён погрудно в легком повороте вправо, в парадном княжеском облачении — парчовом узорчатом кафтане и высокой шапке[1].

### Утраченные

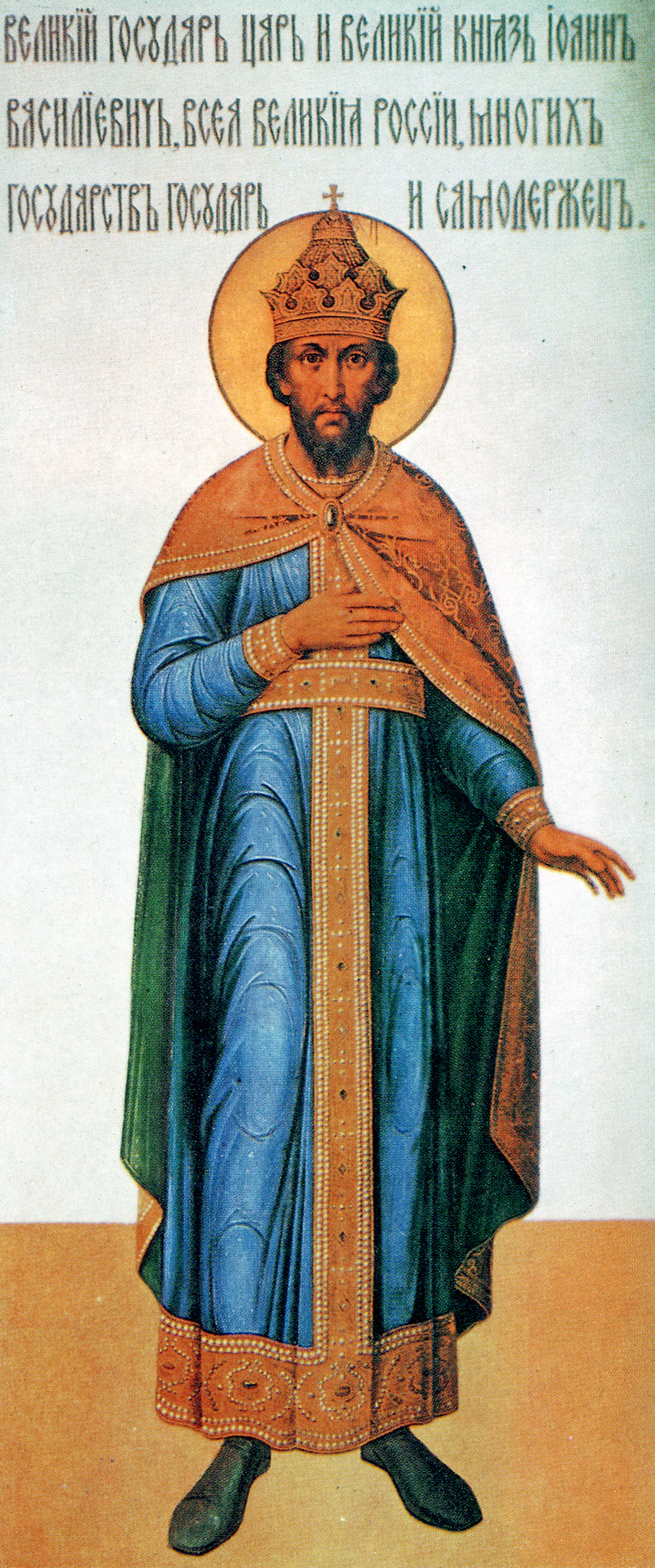
Изображение Ивана IV с нимбом в Грановитой палате Московского Кремля

- По сведениям Д. А. Ровинского, миниатюрный портрет Ивана был на грамоте 1571 г. из б-ки А. Д. Черткова: «…написан в чисто иконном стиле, без претензий на сходство»[1].
- Вместе с отцом был изображен в росписи 1561 года средней Золотой палаты царского дворца в Московском Кремле по сторонам композиции с венчанием на царство вел. кн. Владимира Мономаха[1].

### Спорные
- Изображение на переплете «Апостола» Ивана Федорова 1564 года (ГИМ), обнаружено в 2019 году путем компьютерной обработки фотографии. Является портретом царя по предположению историка Елены Ухановой[6][9].
- Парсуна Ивана Грозного[10]. Согласно мнению современных искусствоведов и реставраторов, является новоделом рубежа XIX—XX веков[11][12][13].
- Ревельский лев — изображение на ливонской пушке. Теория, выдвинутая историками артиллерии в 2002 году, оспаривается[14].

## Посмертные изображения

### Фрески
Изображение Ивана Грозного с нимбом, по традиции изображения умерших великих князей на Руси, служит одним из аргументов сторонников его канонизации.

Примечательно, что изображение Ивана Грозного отсутствует в цикле надгробных фресковых портретов князей в Архангельском соборе 1564—1565 годов (сохранившаяся роспись 1652—1666 годов следует программе первоначальной стенописи), несмотря на то что место его погребения к этому времени было определено и располагалось в диаконнике собора.

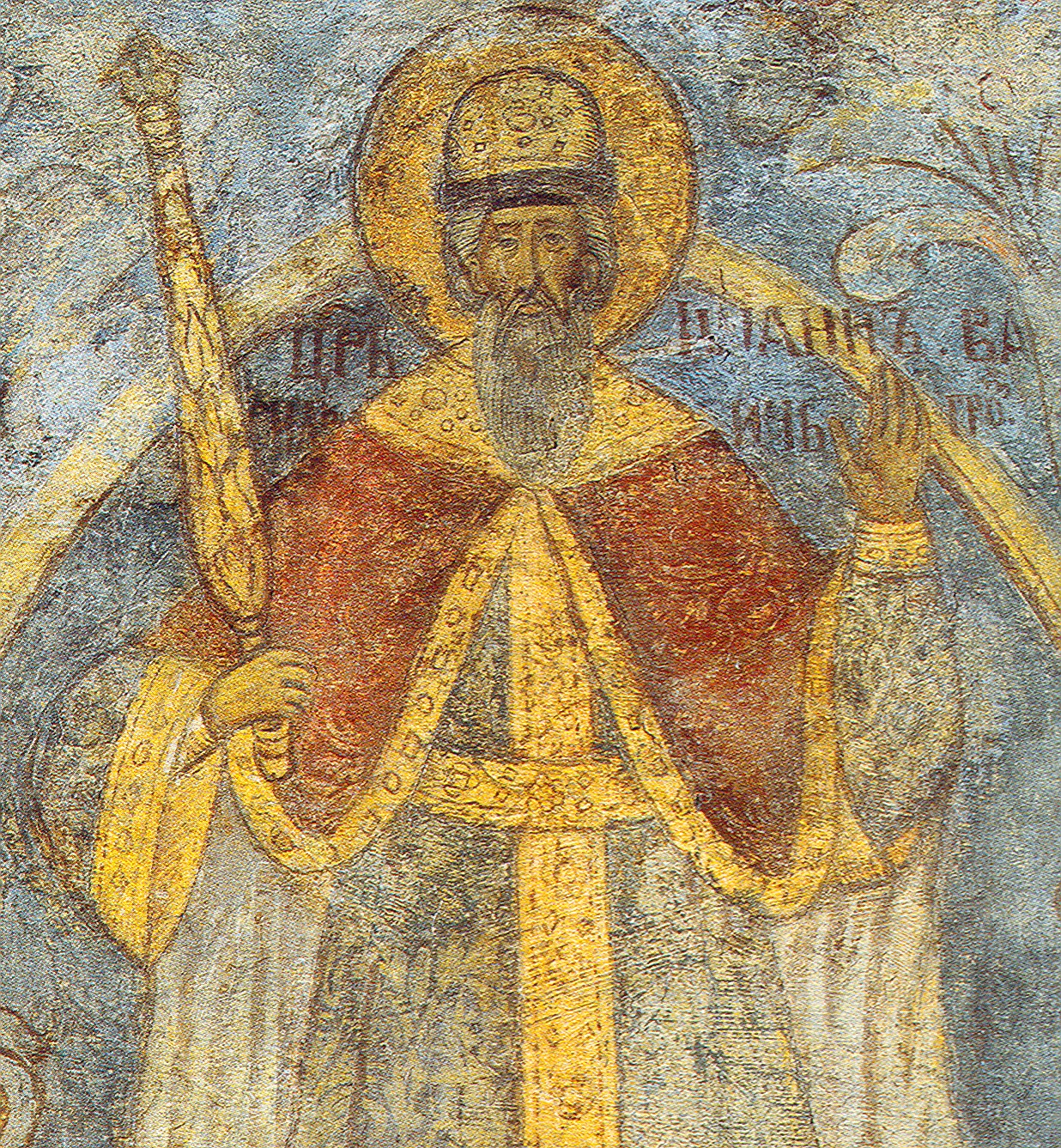
Фресковое изображение из композиции "Древа государей российских"

Его имеющиеся фресковые изображения:
- Фреска с изображением благоверного царя Иоанна IV из Грановитой палаты Московского Кремля. В 1668 году, после пожара, стенопись палаты полностью возобновил Симон Ушаков. В 1672 году он же составил дошедшее до нас описание новой росписи стен, по которому в 1882 году художники-палешане Белоусовы вновь расписали Грановитую палату[5].
- Фигура Ивана Грозного включалась в генеалогические фрески на сюжет «Древо государей Российских»[1].

### Посмертные (вымышленные) портреты
- Вымышленный портрет Ивана Грозного включен в «Царский титулярник» (1672) и рукописи, продолжающие его традицию[1]. «Для этого типа портретов характерно живое, выразительное лицо Ивана Васильевича со взглядом, устремленным на зрителя, его брови сведены к переносице, слегка вьющаяся борода раздвоена на конце»[1].
- Портреты из серии династических царских портретов. Типичные черты: длинный крючковатый нос, грозно сведенные брови; на голове царский венец[1].
- Гравюры: Ровинский указывает более 80 гравированных портретов XVIII—XIX веков[1].

## Историческая живопись
Как злодея его стали изображать только в XIX столетии, пишет Н. Н. Мутья.
- Три картины, посвящённые смерти сына Ивана Грозного:
  - Иван Грозный и сын его Иван 16 ноября 1581 года Репина И. Е. (1885)[15].
  - Иоанн Грозный у гроба убитого им сына Шустова Н. С. (1860-е).
  - Иван Грозный у тела убитого им сына[16] Шварца В. Г.
- Смерть Ивана Грозного (картина Константина Маковского, 1888)
- Царь Иван Васильевич Грозный, картина Виктора Васнецова (1897).
- Иван Грозный показывает свои сокровища английскому послу Горсею, картина Литовченко А.Д. (1875)

## Скульптура

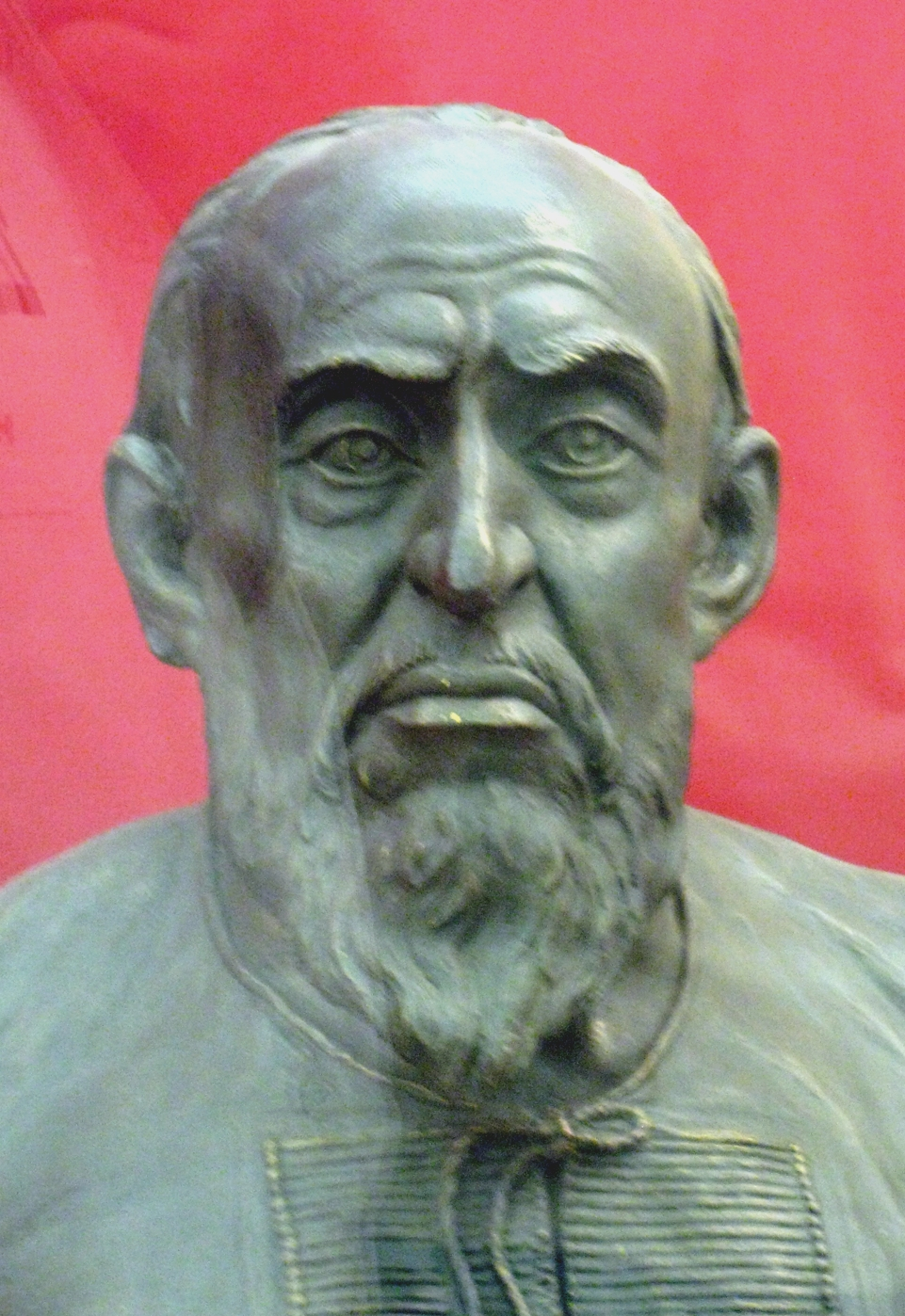
Иван Грозный. Реконструкция внешности по черепу по методу Герасимова.

Большой известностью пользуется изображение, выполненное М. М. Антокольским - «Иван Грозный».

### Реконструкция внешнего облика царя
В 1963 году в Архангельском соборе Московского Кремля вскрыта гробница Ивана Грозного. Советский учёный М. М. Герасимов использовал разработанную им методику для восстановления внешности Ивана Грозного по сохранившемуся черепу и скелету. В дальнейшем метод Герасимова был компьютеризирован, что позволило учёным создавать 3D-визуализации облика реконструируемых. Во времена основателя метода все работы производились вручную.
Лицо царя, реконструированное по черепу, имеет определённое сходство с его традиционными изображениями. В отличие от формы и черт лица, усы, борода и волосы в рамках метода до сих пор добавляются к реконструкции произвольно (так как, естественно, не оставляют следов на черепе), поэтому, в случае с ними имеет место обратная иконографическая связь.

### Памятники

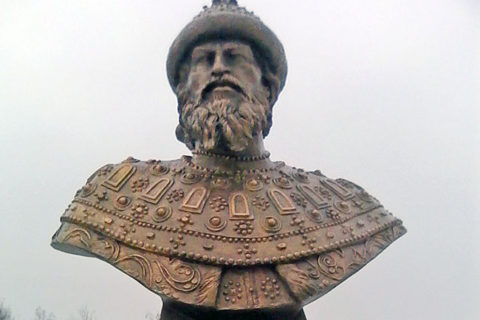
Бюст Ивана Грозного (скульптор)

- 1 октября 2016 года в Орле, основанном по указу Ивана Грозного, на набережной у Богоявленского собора у слияния рек Оки и Орлика установлен первый в истории России памятник[17]. 14 октября 2016 года, в присутствии губернатора Орловской области Вадима Потомского, писателя Александра Проханова, руководителя движения «Суть времени» Сергея Кургиняна, лидера байкерского клуба «Ночные волки» Александра «Хирурга» Залдостанова и большого количества горожан, состоялось торжественное открытие монумента. Автор памятника О. И. Молчанов, скульпторы — А. Е. Следков, А. Б. Петров, А. Л. Дмитриев[18][19][20].
- 26 июля 2017 года памятник Ивану Грозному был установлен в Москве на Аллее правителей России[21]. Спустя два года памятник вернулся на берег реки Серой в город Александров Владимирской области, где планировалось его установить изначально, и 7 декабря 2019 года состоялось его открытие[22]. Автор памятника — Василий Селиванов.
- 4 ноября 2017 года в селе Ирково Александровского района на народные деньги был установлен памятник Ивану Грозному. Автор бюста — Александр Аполлонов[23].
- 26 декабря 2019 года открыт памятник в городе Чебоксары. Именно при Иване IV Грозном на месте маленького поселения образовался полноценный город Чебоксары и создан Чебоксарский уезд. По поручению царя построены Чебоксарский кремль и примыкавший к нему торгово-промышленный посад. Монумент установлен в сквере имени поэта К.Иванова, изготовлен в мастерских галереи «Бронзовое чудо», автор Игорь Кондратович[24].

## Театр
- 1809 — Марфа Посадница, или Покорение Новагорода — пьеса Ф. Ф. Иванова.
- 1866 — Смерть Иоанна Грозного — пьеса А. К. Толстого. Является начальной в трилогии «Смерть Иоанна Грозного. Царь Фёдор Иоаннович. Царь Борис».
- 1871 — Псковитянка — опера Николая Римского-Корсакова. Написана по сюжету одноимённой пьесы Л. А. Мея.
- 1867 — Василиса Мелентьевна — пьеса А. Н. Островского.
- 1936 — Иван Васильевич — пьеса М. А. Булгакова.
- 1943 — Иван Грозный — пьеса в двух частях А. Н. Толстого.
- 1945 — Великий государь — пьеса В. А. Соловьёва.
- 2016 — Хроники «Иван Грозный» в Муниципальном театре им. М. М. Бахтина (г. Орёл). Режиссёр — Валерий Симоненко

## Кинематограф

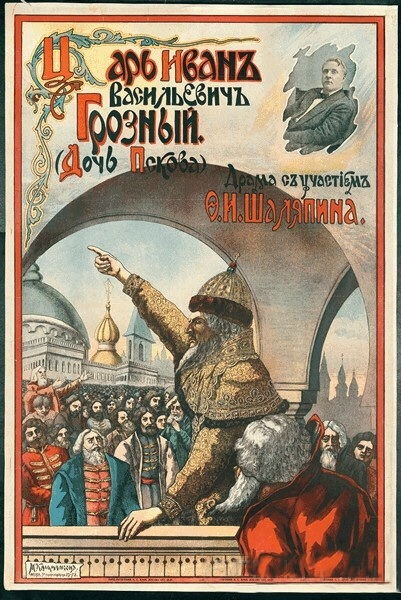
М. С. Кальмансон. Плакат к кинофильму «Царь Иван Васильевич Грозный». 1915.

В киноискусстве личность царя нашла отражение в следующих фильмах:
- 1909 — Смерть Иоанна Грозного — А. Славин.
- 1909 — Песнь про купца Калашникова — Иван Потёмкин.
- 1914 — Волга и Сибирь — Пётр Чардынин.
- 1915 — Царь Иван Васильевич Грозный — Фёдор Шаляпин.
- 1924 — Кабинет восковых фигур / Das Wachsfigurenkabinett — Конрад Фейдт.
- 1926 — Крылья холопа — Леонид Леонидов.
- 1941 — Первопечатник Иван Фёдоров — Павел Шпрингфельд.
- 1944 — Иван Грозный (фильм) — Николай Черкасов.
- 1965 — Царская невеста — Пётр Глебов.
- 1968 — Бриллианты на завтрак / Diamonds for Breakfast — Марчелло Мастроянни.
- 1970 — Спорт, спорт, спорт — Игорь Класс.
- 1973 — Иван Васильевич меняет профессию — Юрий Яковлев.
- 1991 — Царь Иван Грозный — Кахи Кавсадзе.
- 1991 — Кремлёвские тайны шестнадцатого века — Алексей Жарков.
- 1991 — Откровение Иоанна Первопечатника — Иннокентий Смоктуновский.
- 1992 — Гроза над Русью — Олег Борисов.
- 1996 — Ермак — Евгений Евстигнеев.
- 1997 — Старые песни о главном 3 — Юрий Яковлев.
- 2004 — Чудеса в Решетове — Иван Гордиенко.
- 2009 — Царь — Пётр Мамонов[28].
- 2009 — Иван Грозный (телесериал)[29] — Александр Демидов.
- 2009 — Ночь в музее 2 — Кристофер Гест.
- 2010 — Грозное время — Олег Долин.
- 2013 — Сокровища О. К. — Гоша Куценко.
- 2018 — Годунов — Сергей Маковецкий.
- 2019 — Рюриковичи. История первой династии — Виктор Бугаков
- 2020 — Грозный — Сергей Маковецкий (в молодости — Александр Яценко).
- 2022 — Грозный папа — Евгений Гришковец.

## Музыка
- 1994 — песня «Иван Грозный убивает сына Ивана» Александра Городницкого.
- 2003 — песни «Грозный царь» и «Царь Иоанн» Жанны Бичевской
- 2006 — песня «The Terrible One» немецкой хеви-металл группы Grave Digger.

## Компьютерные игры
- В игре Age of Empires III Иван Грозный представлен как русский лидер (ошибочно с исторической точки зрения, ведь события в игре посвящены колонизации Америки, а в игровом мире уже существует Санкт-Петербург).
- В игре Fate/Grand Order Иван Грозный присутствует в качестве одного из слуг[источник не указан 1848 дней].
- В игре «Ночь в музее 2[англ.]» Иван Грозный представлен как один из четырёх главных злодеев, наряду с Аль Капоне, Камунра и Наполеоном.

## В филателии

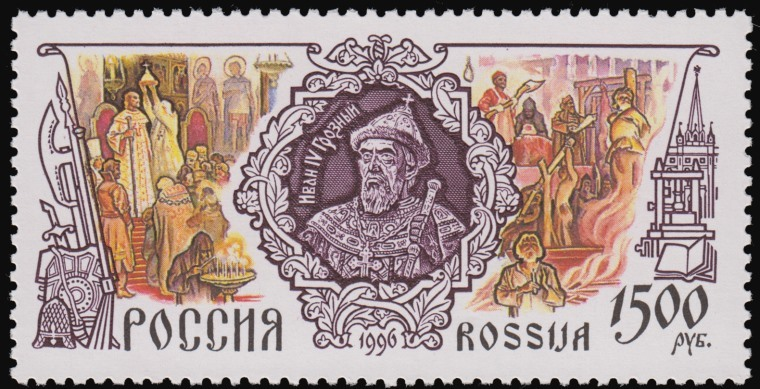

- В 1996 году Почта России выпустила марку, посвящённую Ивану Грозному.
- В 2006 году Почта России выпустила марку, посвящённую 200-летию музеев Московского Кремля. Трон Ивана Грозного. XVI век.

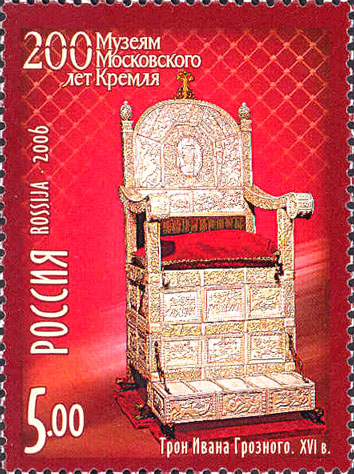
Марка России 2006 г. Трон Ивана Грозного. XVI век.